# 1575
1575 (MDLXXV) je bilo navadno leto, ki se je po julijanskem koledarju začelo na soboto.

## Dogodki
- 1. januar

## Rojstva
- 5. marec - William Oughtred, angleški astronom, matematik, škofovski minister († 1660)
- 24. april - Jakob Böhme, nemški protestantski teolog in mistik († 1624)
- 25. julij - Christoph Scheiner, nemški jezuit, matematik, optik, astronom († 1650)

Neznan datum
- Köprülü Mehmed Paša,  veliki vezir Osmanskega cesarstva († 1661)